# Portrait de Louis Gueymard
Le Portrait de Louis Gueymard est un tableau réalisé par Gustave Courbet en 1857.

## Description
Cette huile sur toile représente au premier plan un homme, de trois quarts, habillé d'une cotte de mailles et d'une chasuble rouge ceinturée, portant l'épée, en appui sur une table, levant sa main droite qui tient un gobelet ; sa tête est légèrement inclinée, regard tendu vers le spectateur. Derrière lui, trois convives que l'on aperçoit à l'arrière-plan de la scène : à gauche, deux hommes casquées et intrigués, dont un qui tient un gobelet, et à droite, un homme portant cape, un peu en retrait. Sur la table, on distingue une cassette, un gant et trois dés, ce qui semble indiquer que l'homme en rouge et l'un des hommes casqués jouent à une partie de dés.

## Commentaire
Titré également Portrait de M. Gueymard, artiste de l’Opéra, dans le rôle de Robert-le-Diable, ce tableau s'inspire donc de l'acteur Louis Gueymard que le peintre immortalise ici au cours d'une représentation de l'opéra Robert Le Diable composé par Giacomo Meyerbeer en 1831, sur un livret de Eugène Scribe et Germain Delavigne, une légende se déroulant au Moyen Âge. Cet opéra eut un énorme succès dans le Paris des romantiques, puis partout en Europe, succès non démenti au cours des premières années du Second Empire. Le ténor Louis Gueymard interprète ici le rôle titre, le peintre l'a campé durant la dernière scène de l'acte I, celle du jeu de dés : il y chante un air comportant le couplet « Oui, l'or est une chimère ».
L'œuvre de Courbet, très féconde, comporte peu de portraits de personnalités issues du monde du spectacle. L'acteur, découvert sans doute par Courbet sur la scène parisienne dès 1848, devint son ami.

## Conservation
Le tableau est présenté au Salon de Paris à partir du 15 juin 1857. Après la mort de Courbet en 1877, le galeriste Paul Durand-Ruel l'expose, prêté par Adolphe Régnard, premier acquéreur. Il est ensuite vendu par le galeriste à A. A. Anderson, un Américain qui l'emporte dans son pays. Le tableau, légué par la veuve de ce dernier, Elizabeth Milbank Anderson, finit par entrer en 1919 dans les collections du Metropolitan Museum of Art à New York, où il est conservé et exposé sous le titre Louis Gueymard (1822–1880) as Robert le Diable.